# Necolio jugosus
Necolio jugosus là một loài tò vò trong họ Ichneumonidae.